# 천왕성 탐사
천왕성 탐사(Exploration of Uranus)는 지금까지 1986년 1월 24일 천왕성에 가장 가까이 접근한 NASA의 보이저 2호 우주선과 망원경을 통해 단독 탐사선을 통해 이루어졌다. 보이저 2호는 10개의 위성을 발견하고 행성의 차가운 대기를 연구했으며 그 결과를 조사했다. 고리 시스템, 두 개의 새로운 고리를 발견한다. 또한 천왕성의 다섯 개의 큰 위성을 이미지화하여 그 표면이 충돌구와 협곡으로 덮여 있음을 보여주었다.
천왕성에 대한 수많은 탐사 임무가 제안되었지만 2023년 기준 승인된 임무는 하나도 없다.

## 같이 보기
- 수성 탐사
- 화성 탐사
- 목성 탐사
- 토성 탐사
- 해왕성 탐사